# Алианц Парки
„Алианц Парки“ (на португалски: Allianz Parque) е футболен стадион, намиращ се в град Сао Пауло, щат Сао Пауло, Бразилия, построен през 2014 г. след разрушаването на „Ещадио Палестра Италия“. Съоръжението е собственост на футболния отбор Сосиедаде Еспортива Палмейрас. Стадионът получава категория „5 звезди“ от УЕФА.